# Pena da Cabra
Pena da Cabra (ou A Cabra de Cubeliño, Petróglifo da Pedra da Cabra, A Laxe das Cabras) est un pétroglyphe situé sur le territoire de la commune de Boiro dans la communauté autonome de Galice en Espagne,. 
Il a été classé Bien d'intérêt culturel en 2015 sous le code GA150110132.

## Description
Il se trouve au lieu-dit O Coveliño, à environ 200 m de la route, sur une pente peuplée de mimosas.
Il est formé de deux figures zoomorphes à six pattes, dont l'une est incomplète. La plus grande figure mesure 45 × 52 cm et représente de manière très schématique un cerf, ainsi que neuf cupules.